# Soupiska české fotbalové reprezentace na Letních olympijských hrách 2000
Česká fotbalová reprezentace na Letních olympijských hrách 2000 v Austrálii nepostoupila ze základní skupiny.
| Brankáři      | Aleš Chvalovský   | VfB Stuttgart     |
|               | Jaroslav Drobný   | České Budějovice  |
| Obránci       | Tomáš Ujfaluši    | SK Sigma Olomouc  |
|               | Radoslav Kováč    | SK Sigma Olomouc  |
|               | Adam Petrouš      | SK Slavia Praha   |
|               | Roman Lengyel     | AC Sparta Praha   |
|               | Lukáš Došek       | SK Slavia Praha   |
| Záložníci     | Jan Šimák         | Hannover 96       |
|               | Martin Vozábal    | České Budějovice  |
|               | Roman Týce        | Mnichov 1860      |
|               | Tomáš Kučera      | FK Marila Příbram |
|               | Marek Jankulovski | SSC Napoli        |
| Útočníci      | Marek Heinz       | Hamburger SV      |
|               | Libor Sionko      | AC Sparta Praha   |
|               | Libor Došek       | FC Brno           |
|               | Milan Baroš       | FC Baník Ostrava  |
| Hlavní trenér | Karel Brückner    | Karel Brückner    |